# Camillo Schoenbaum
Camillo Schoenbaum (* 13. Juni 1925 in Hohenems; † 18. November 1981 ebenda) war ein österreichischer Musikwissenschaftler. Er beschäftigte sich intensiv mit der Musikgeschichte Böhmens und Mährens.

## Leben und Werk
Camillo Schoenbaum studierte von 1945 bis 1949 an der Universität Prag und danach an der Universität Wien Musikwissenschaft. Er promovierte hier mit der Dissertation Beiträge zur solistischen Kirchenmusik des Hochbarocks.
Camillo Schoenbaum lebte und wirkte als freier Wissenschaftler längere Zeit in Dragør (Dänemark).

## Veröffentlichungen von Camillo Schoenbaum (Auswahl)
- Die „Opella ecclesiastica“ des Joseph Anton Planicky. (AMI XXV, 1953).
- Die Kammermusikwerke des Jan Dismas Zelenka. (Kgr.-Ber., Wien 1956).
- Zur Problematik der Musikgeschichte Böhmens und Mährens (Mf X, 1957).
- Die Weisen des Gesangbuchs der Böhmischen Brüder von 1531. (Jb. Für Liturgik und Hymnologie III, 1957).
- Die tschechische hymnologische Literatur 1945–1959 (Jb. Für Liturgik und Hymnologie V, 1960).
- Handbuch der böhmischen Musikgeschichte (zwei Bände).
- Die böhmischen Musiker in der Musikgeschichte Wiens vom Barock zur Romantik (StMw XXV, 1962).
- Die tschechische musikwissenschaftliche Literatur 1945–1960. Publikationen zur älteren böhmischen Musikgeschichte (In: Musik des Ostens I, Kassel 1962).

Camillo Schoenbaum gab Werke von Jan Dismas Zelenka, Franz Benda, Josef Mysliveček, Wenzelaus Wodička sowie Wiener Solomotetten des Spätbarocks heraus.